# Стасюк, Пётр Николаевич
Пётр Никола́евич Стасю́к (укр. Петро Миколайович Стасюк; род. 24 февраля 1995, Петродолинское, Одесская область) — украинский футболист, защитник клуба «Буковина».

## Биография
Сначала увлекся футболом в детские годы и получал азы игры в местной, Петродолинской, футбольной секции для детей. Позже как способный юноша-футболист перебрался в СДЮШОР Одессы, там его заметили селекционеры моршинской «Скалы», за которую он выступал и учился до 2012 года.
В 2013 году Петр Стасюк уже становится игроком главной команды «Скалы», где провел более 110 официальных матчей за пять сезонов. В 2017 году, Пётр вернулся на малую Родину, в Одесскую область и начал выступать за перволиговые «Балканы», проведя там большую часть сезона и даже забил своего первого гола. В том же сезоне он был заявлен в состав другой одесской команды «Жемчужина».
В 2018 году Петр Стасюк вернулся в Западную Украину, теперь уже в Закарпатье, в Ужгород. Новичок первенства Украины, футбольный клуб «Минай» приобрел профессиональный статус, ведь минайцы стартовали в турнире ФФУ, в частности во Второй лиге Украины по футболу. Попав в команду «Минай», Пётр Стасюк продолжил прогрессировать в своей игре, снова выступая во 2-й лиге Украины по футболу.